# مانع

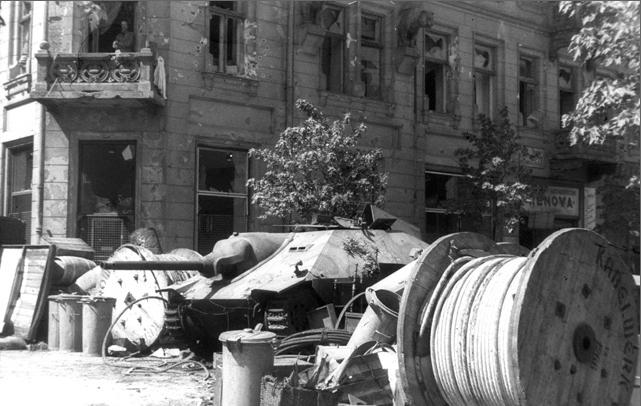
سنگربندی لهستانی‌ها در طی قیام ورشو ۱۹۴۴

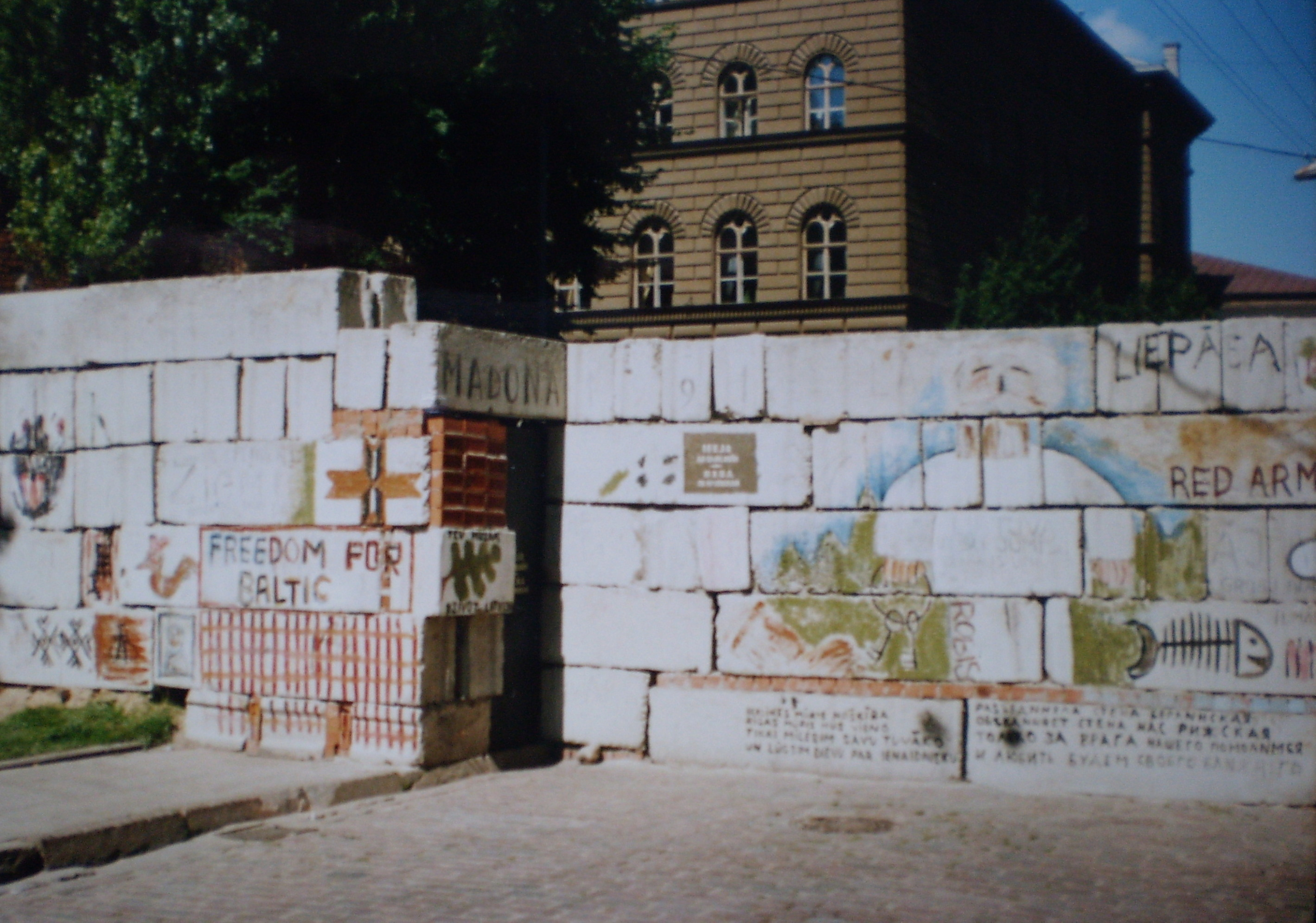
مانع لتونیایی‌ها در سال ۱۹۹۱

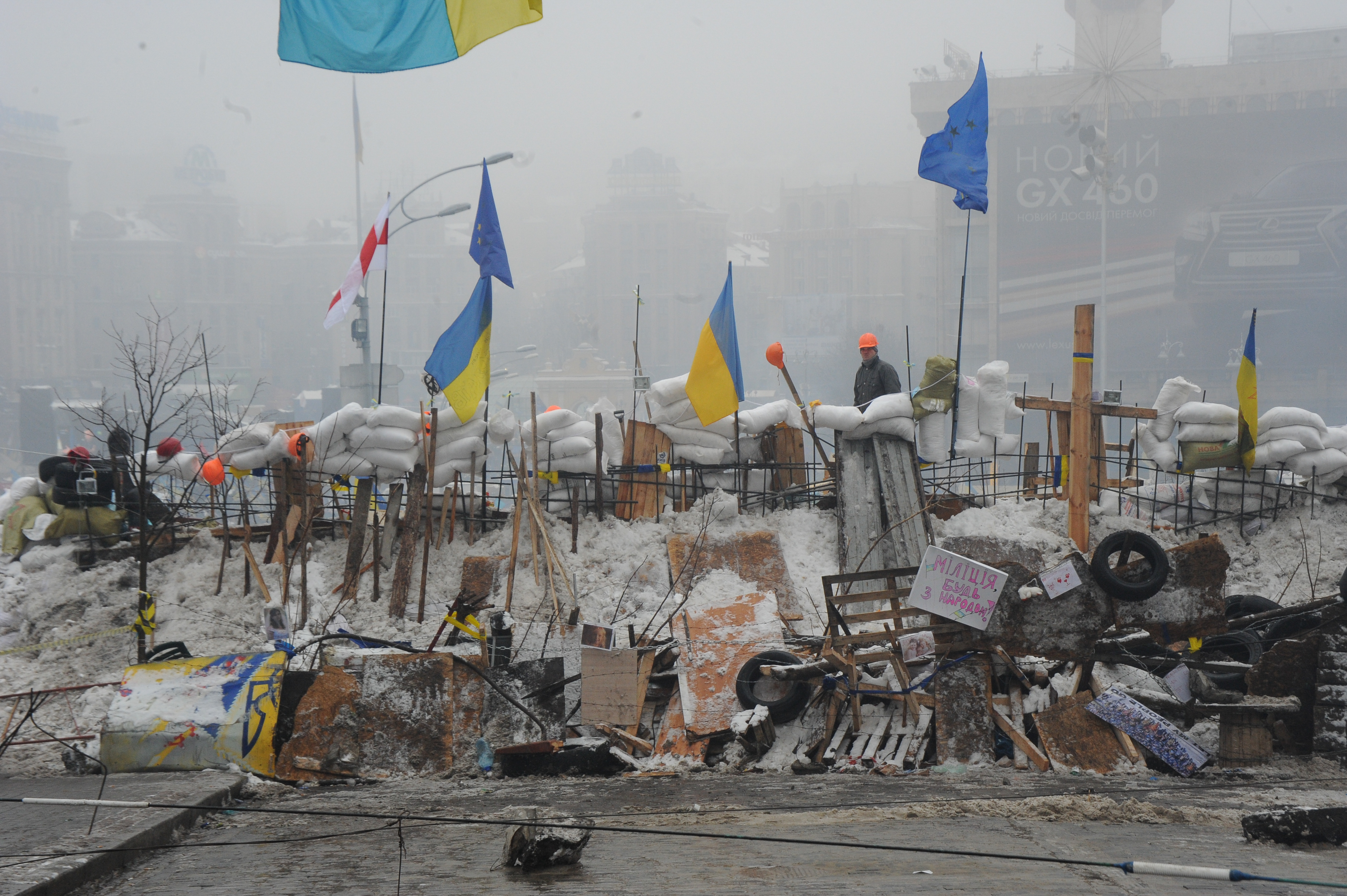
راه‌بندها در کی‌یف در طی انقلاب ۲۰۱۴ اوکراین

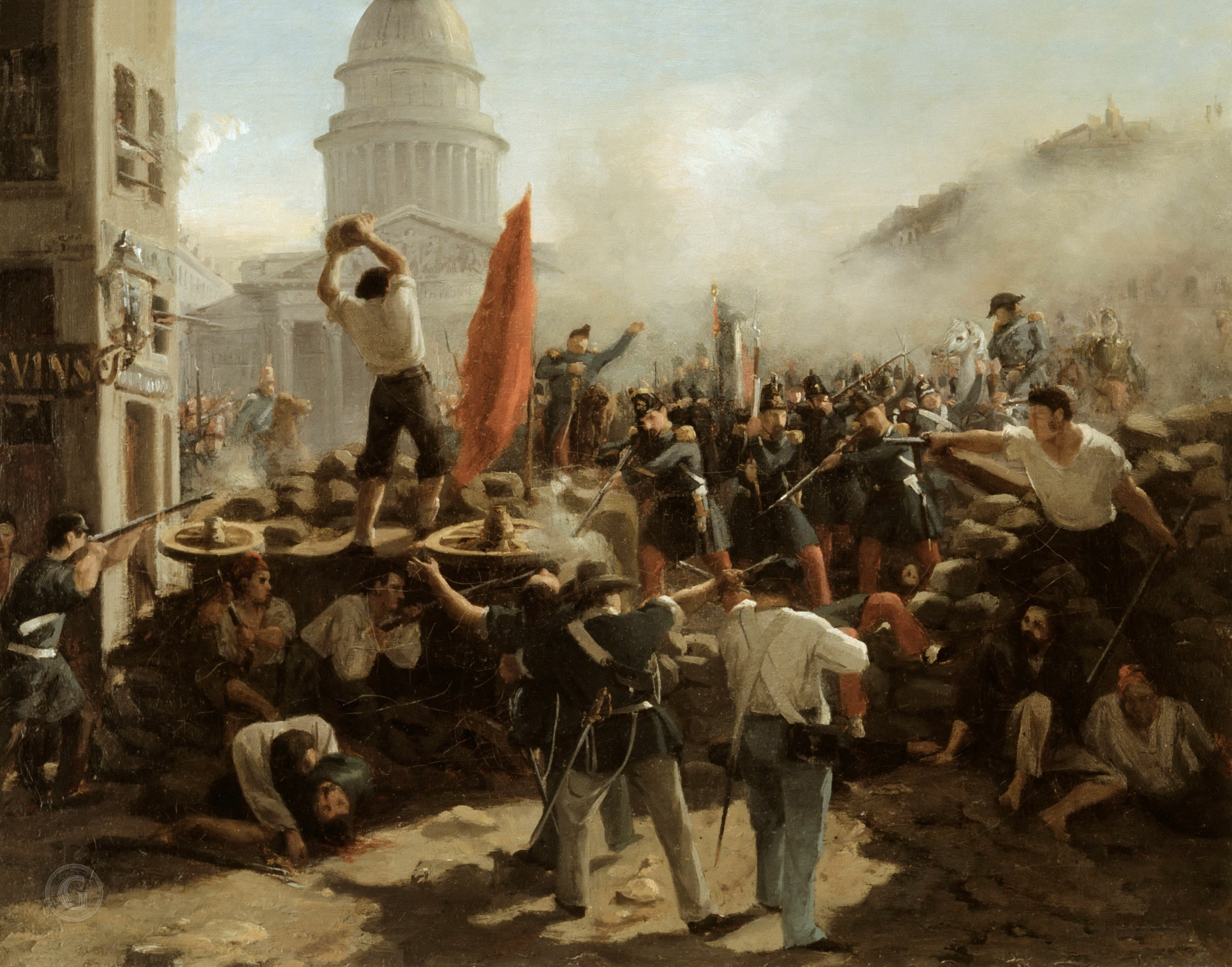
مبارزه خیابانی در رو سوفلو، پاریس، ۲۵ ژوئن ۱۸۴۸

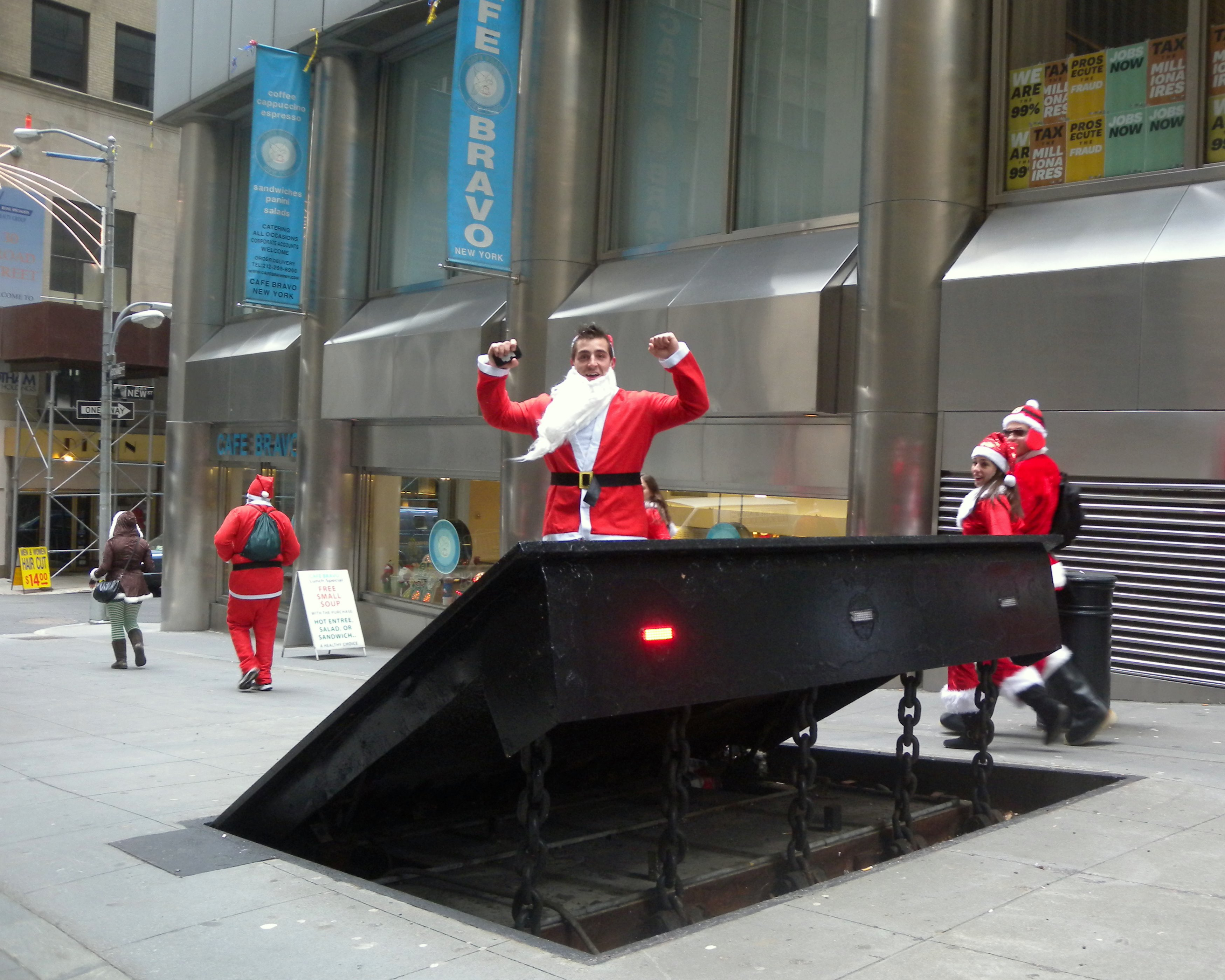
مانع هیدرولیک در سال ۲۰۱۱، در دفاع از وال استریت، در نیویورک

مانع (انگلیسی: Barricade) (برگرفته از واژه فرانسوی barrique - barrel) هر شیء یا سازه‌ای است که مانع یا حصاری برای کنترل، مسدود کردن راه یا تغییر اجباری روند عبور ترافیک در جهت دلخواه است. مانع که به عنوان یک واژه نظامی انتخاب شده‌است، به هرگونه استحکامات مانند خیابان‌های یک شهر در طول یک جنگ شهری اشاره دارد.
مانع‌ها همچنین شامل مانع‌های ترافیکی موقتی می‌شوند که با هدف منع عبور از یک منطقه حفاظت شده یا خطرناک یا قطعات بزرگ سیمانی طراحی شده‌اند تا از عبور وسایل نقلیه جلوگیری کنند. خط‌های راه راه روی موانع و دستگاه‌های پنل به سمت پایین، در جهتی که ترافیک باید حرکت کند، شیب دارند.
موانع ضد وسیله نقلیه و موانع انفجار، موانع محکمی هستند که می‌توانند به ترتیب با حمله‌های وسیله نقلیه و بمب مقابله کنند.